# Serra de l'Óssol

La Serra de l'Óssol, respecte del terme homònim

La Serra de l'Óssol és una formació muntanyosa del terme municipal de Granera, al Moianès.
Està situada a la part sud-oriental del terme, on s'estén de nord-oest a sud-est. L'extrem nord-occidental és a llevant de les masies de l'Óssol, la Païssa i el Clapers, a la dreta del torrent de l'Óssol i a l'esquerra del torrent del Salamó. En el seu extrem sud-est s'allargassa fins a enllaçar amb la Cinglera del Salamó, ja al límit del terme amb Sant Llorenç Savall.